# Porta di Siviglia
La Porta di Siviglia è un antico accesso delle mure di Carmona in Spagna.
Era la porta dell'Alcazar ed era conosciuta anche con il nome di Alcázar di Giù in quanto si trovava in posizione più bassa rispetto all'Alcázar del re Pietro I di Castiglia.

## Storia

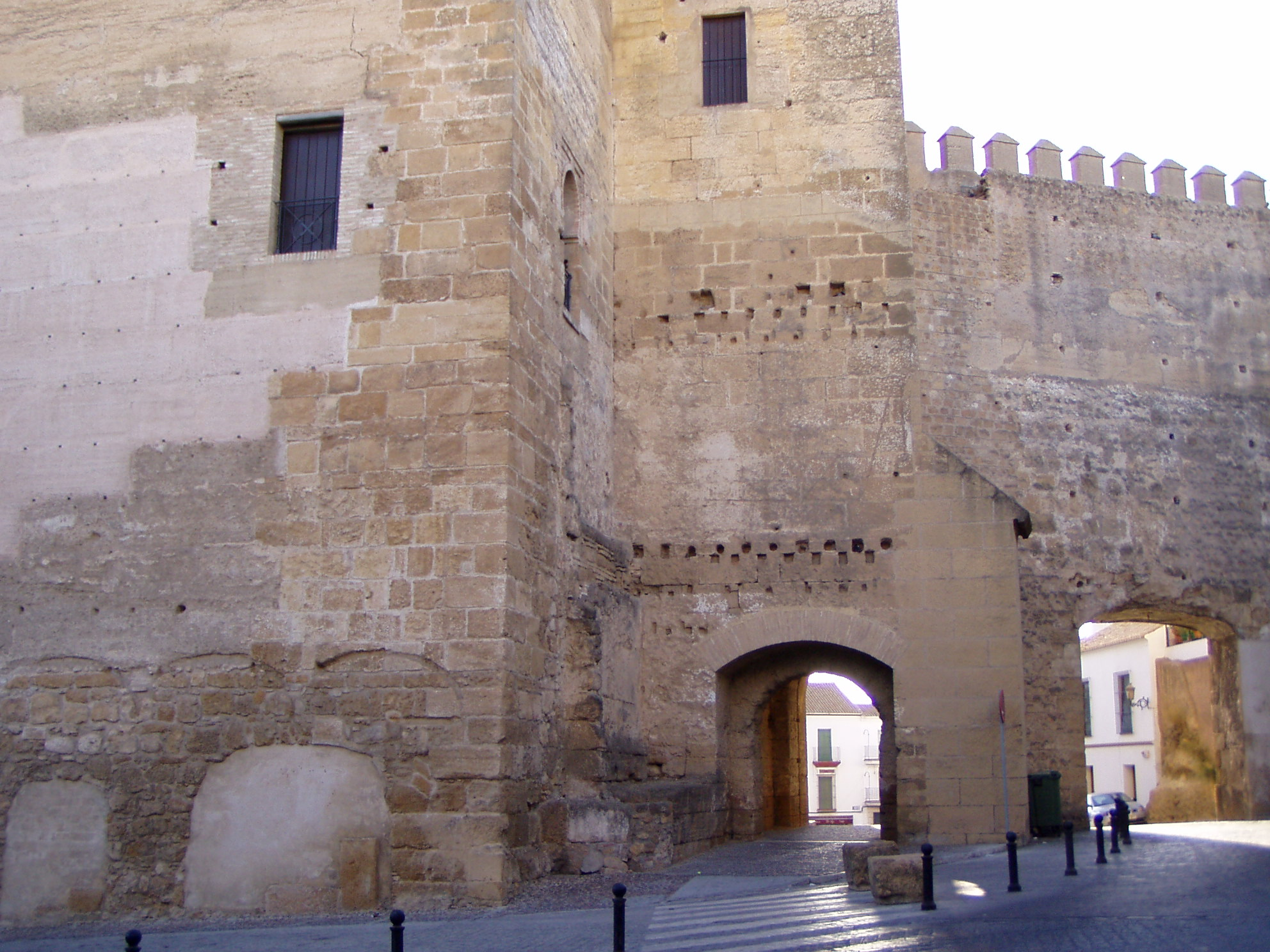
La porta romana da intramura.

Le antiche muraglie carmonensi circondavano una superficie di quasi 50 ettari, pari a 0,5 km/q. La Porta di Siviglia era situata ad ovest, la zona di più facilmente accessibile alla città, per questo motivo venne fortificata fino a renderla quasi del tutto inespugnabile.
La storia della fortificazione inizia tra il XIV ed il XII secolo a.C. ma furono i cartaginesi ad edificare l'edificio attuale tra il 237 e il 206 a.C. Verso il lato opposto all'arco d'ingresso, si trova una parte del fosso cartaginese, con la sua caratteristica forma a V. Questo sistema impedisce l'ingresso della cavalleria dell'esercito nemico, obbligata pertanto a passare attraverso il bastione difensivo, dove potevano essere respinti dai soldati che controllavano la città. La roccaforte è costruita con la tecnica muraria del bugnato, tecnica che garantire alla fortificazione una particolare resistenza.
La Porta è formata da due archi: il primo a ferro di cavallo appartiene al periodo almohade, dal XII al XIII secolo, mentre il secondo è più antico e  risale al periodo del Califfato tra il X e l'XI secolo. Oltre a questi archi, troviamo sulla porta un mensolone sporgente. Dalla cima, protetto dietro questa struttura, nascosta, ma in grado di vedere attraverso le piccole aperture, le milizie a difesa della città potevano vedere l'arrivo del nemico, lanciare frecce o versare liquidi bollenti. Questi spazi sono delimitati da due archi, separati da un intervallo, una vera trappola mortale. Se il nemico fosse stato in grado di superare tutte le difese della roccaforte, giungendo a questo punto, sarebbe rimasto bloccato dietro il rastrello.
La piombatoria ed i due archi, di epoca romana e risalenti al I secolo, formano un insieme sovrapposto alla porta originale. Quando i Romani conquistarono la zona rinforzarono la fortezza. I Romani diedero la priorità nella costruzione all'ingresso, quello attuale, con un semplice arco a mezzo punto, e nell'avviamento di un'altra piccola porta, detta poterna, situata a nord.
Nell'VIII secolo con l'invasione islamica, i mussulmani adattarono la porta nella caratteristica forma curva, tipici dello stile delle roccaforti islamiche. Tra i IX e XII secoli, gli almohadi costruirono sia archi di ferratura nelle parti interne ed esteriori della porta principale, che cisterne, mura e barbacani.
Quando I Re Cattolici riconquistarono Málaga, l'alcaide musulmano Amet-il Zegrí fu incarcerato presso la Porta di Siviglia dove visse prigioniero in una delle torri.
L'edificio fu restaurato completamente tra 1973 e 1975 e nel 1985 è stato dichiarato Bien de Interés Cultural. Nel 1996 la strada venne pedonalizzata e il recinto venne adibito ad ufficio del turismo.

## Caratteristiche
Il dongione è una costruzione cartaginese, dotata di blocchi bugnati, anche se l'aspetto attuale si deve ai mussulmani, che rinforzarono la struttura difensiva. Dalla sommità della torre venivano lanciate frecce o liquidi. La Torre mostra l'arte del fango, una tecnica che consiste nella creazione di contenitori cubici con assi di legno, riempiti con una miscela di sabbia, calce, acqua e detriti: una miscela resistente come la pietra.
La torre più alta è conosciuta come Torre dell'Oro ed offre una bella vista della città. Il recinto ha un cortile conosciuto come Cortile delle Cisterne, dove al centro si trova una cisterna scavata nella roccia. Nella Torre dell'Oro troviamo quattro grandi sale: l'Intervalum, il Salone dei Prigionieri Alto, il Salone dei Prigionieri Basso e la Sillares. Il Salone dei Prigionieri risale all'epoca almohade ma fu riedificano tra il XIV ed il XV secolo.